# انزال زنان

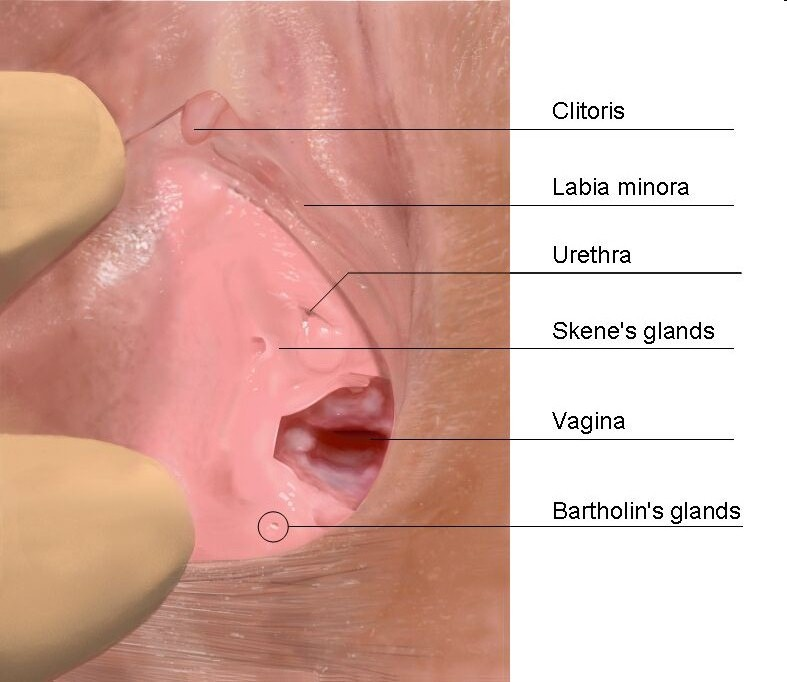
شواهد مشخصی وجود دارد که غدد شبه‌پروستاتی زنانه در زنان عامل انزال هستند.

انزال زنان به بیرون(به انگلیسی: Female ejaculation) راندن مایعی از غدد شبه پروستاتی زنانه (Skene's gland) از قست انتهای پایینی مجرای ادرار در طول یا پیش از ارگاسم اطلاق می‌شود. این پدیده به‌طور عامیانه با نام‌های «اسکویرتینگ» (squirting) یا «فوران» (gushing) نیز شناخته می‌شود، با این حال پژوهش‌ها نشان می‌دهند که انزال زنان و اسکویرتینگ دو پدیده متفاوت هستند؛ اسکویرتینگ به خروج ناگهانی مایعی نسبت داده می‌شود که بخشی از آن از مثانه می‌آید و حاوی ادرار است.
انزال زنان از نظر فیزیولوژیکی با بی‌اختیاری مقاربتی (از دست دادن ادرار در طول رابطه جنسی) (coital incontinence) که گاه با آن اشتباه گرفته می‌شود، تفاوت دارد.
مطالعات اندکی در رابطه با انزال زنان انجام شده است. نبود تعاریف مشترک و روش‌شناسی واحد در میان جامعه علمی، عامل اصلی کمبود داده‌های تجربی در این زمینه بوده است. تحقیقات موجود اغلب شامل مشارکت‌کنندگان گزینش‌شده، مطالعات موردی محدود یا حجم نمونه (sample sizes) بسیار اندک بوده‌اند و در نتیجه هنوز نتایج معناداری به دست نیامده است. بخش عمده پژوهش‌ها در مورد ترکیبات این مایع بوده و بر این تمرکز داشته‌اند که آیا این مایع، ادرار است یا حاوی ادرار می‌باشد یا خیر. معمولاً هرگونه ترشحی که در جریان فعالیت جنسی از واژن یا مایع‌ که از مجرای ادرار خارج می‌شود، به‌عنوان انزال زنانه در نظر گرفته می‌شود که این موضوع منجر به سردرگمی قابل توجهی در متون علمی شده است.
این‌که آیا این مایع توسط غده اسکین از طریق مجرای ادرار و اطراف آن ترشح می‌شود یا خیر، نیز موضوع بحث بوده است؛ در حالی‌که منبع دقیق و ماهیت این مایع همچنان در میان پزشکان محل اختلاف است و این اختلاف نظر با تردیدها درباره وجود نقطه G نیز مرتبط است، شواهد قابل توجهی وجود دارد که نشان می‌دهد غدد شبه پروستاتی زنانه منبع انزال زنانه است. با این حال، عملکرد انزال زنان هنوز مشخص نیست..

## مکانیسم
در یک نظرسنجی، ۳۵ الی ۵۰ درصد از زنان اذعان داشتند که به هنگام ارگاسم، برون‌ریزش مایع (انزال) را تجربه کرده.ممکن است این اتفاق نیوفتد.

## جستارها وابسته
- خیس شدن مهبل